# Eriocaulon thunbergii
Eriocaulon thunbergii là một loài thực vật có hoa trong họ Eriocaulaceae. Loài này được Wikstr. ex Körn. mô tả khoa học đầu tiên năm 1856.